# 斷頭氣
《斷頭氣》（英語：Severance），2006年公映的英國恐怖喜劇電影，由曾經執導過的英國導演克里斯托弗·史密斯自編自導。

劇情描述一家國際軍火公司到東歐匈牙利近郊舉辦員工旅遊，誤入歧途闖進一間廢棄的精神病院過夜，沒想到卻莫名其妙遭到攻擊，一群手持該公司軍火的俄羅斯人對他們發起了一場諷刺的「大逃殺」。
編劇之一，也是故事發想人的詹姆士·莫倫（James Moran）表示，有天他下班回家，被穿西裝的雅痞們擋住去路，心裡很不高興，於是心生一計，「要在螢幕上對他們展開報復⋯⋯我想找一些上班族，將他們放進恐怖片裡，產生一種衝突的效果。」

## 外部連結
- 官方网站
- 互联网电影数据库（IMDb）上《Severance》的资料（英文）
- Box Office Mojo上《斷頭氣》的資料（英文）
- AllMovie上《Severance》的资料（英文）